# God of War: Ascension
God of War: Ascension is een computerspel dat is ontwikkeld door Sony Santa Monica en uitgegeven door Sony Computer Entertainment. Het actie- en hack and slash-spel is uitgebracht in maart 2013 voor de PlayStation 3.

## Gameplay
De gameplay van het spel draait om het uitdelen van combo-aanvallen met wapens, zoals Kratos' hoofdwapen de Blades of Chaos en andere wapens. Er wordt in de gameplay ook quicktime-events toegepast, waarbij de speler op het juiste moment op een knop moet drukken. Er zijn vier magische aanvallen en een mogelijkheid waarbij Kratos sterker kan worden, om zo voordeel in de gevechten te krijgen.
Het spel is het enige deel in de God of War-serie dat multiplayer ondersteunt. Deze modus kan alleen via het internet worden gespeeld.

## Ontvangst
Ascension werd positief ontvangen in recensies. Men prees de gameplay en het indrukwekkende spektakel, maar kritiek was er op het gebrek aan nieuwe elementen en de multiplayer.
Op verzamelwebsite Metacritic heeft het spel een score van 80%. Andere spelbladen en websites gaven het spel de volgende beoordelingen: 9 (Destructoid), 7 (Edge), 8 (GameSpot), 7,8 (IGN).